# Andrew Morton (Programmierer)

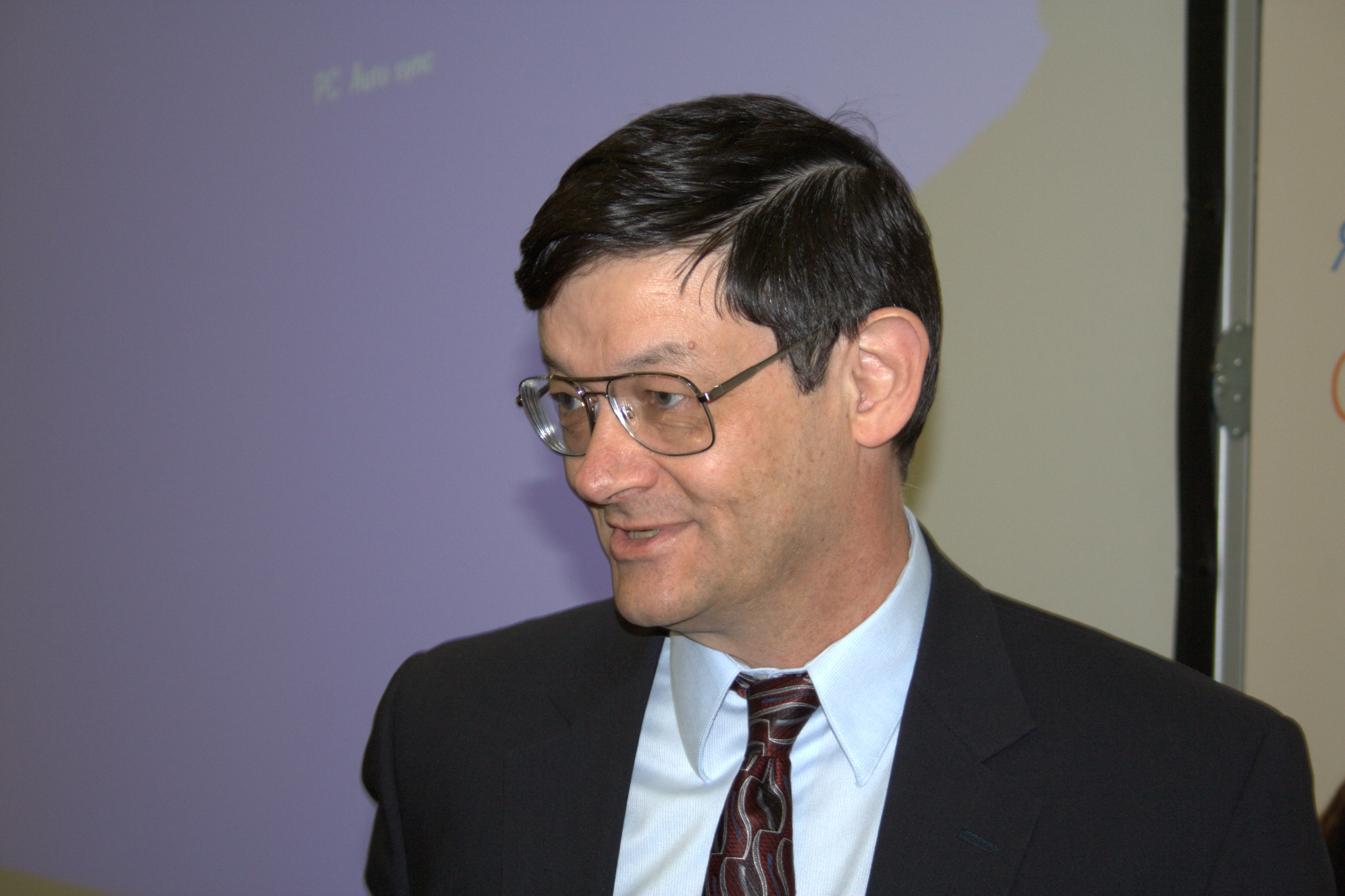
Andrew Morton auf der Interop (Russland)

Andrew Keith Paul Morton (* 1959 in England) ist einer der prominentesten Linux-Kernel-Entwickler. Er studierte Elektrotechnik an der University of New South Wales. Heute lebt er in Kalifornien, USA.
Mit der Freigabe des stabilen Kernels 2.6 durch Linus Torvalds ist Andrew Morton zum offiziellen Maintainer ernannt worden und damit verantwortlich für die Wartung der entsprechenden Kernelreihe. Andrew Morton pflegte bis September 2007 außerdem eine alternative Linux-Kernelversion (mm-tree genannt) sowie Patches für den Hauptkernel. Sie waren meist mit den neuesten Erweiterungen bestückt und dienen dem Hauptkernel als Testversion.
In den späten 1980er Jahren war Morton Teilhaber und Mitarbeiter eines Unternehmens, das in Sydney (Australien) Applix-1616-Computer herstellte sowie das dazugehörige Unix-artige Betriebssystem 1616/OS entwickelte. Nach seinem Studium an der University of New South Wales zogen Morton und seine Familie 2001 nach Palo Alto, Kalifornien um, wo er bei Moxi Digital Inc. anheuerte. Anfang Juli 2003 trat er den Open Source Development Labs bei. Im Gegensatz zu Linus Torvalds war Morton allerdings kein Angestellter der OSDL, sondern hatte seinen Arbeitsplatz bei dem Unternehmen Digeo. Zum 1. August 2006 wechselte er zum Internetunternehmen Google Inc. Auch bei seinem neuen Arbeitgeber arbeitet Morton weiter an der Entwicklung des Linux-Kernels.